# Giuseppe Antonio Borgnis
Giuseppe Antonio Borgnis, francesizzato come Joseph Antoine Borgnis (Craveggia, 8 aprile 1781 – Monza, 16 agosto 1863), è stato un ingegnere e architetto italiano.
Ricoprì il ruolo di professore di matematica applicata e poi di architettura presso l'Università di Pavia. Il suo saggio Théorie de la mécanique usuelle è considerato dallo storico Donald Cardwell uno dei maggiori libri di testo di ingegneria dell'inizio del XIX secolo.

## Biografia
Borgnis si formò presso l'Ecole Polytechnique di Parigi e, dopo un periodo di servizio presso la Marina a Venezia, si dedicò all'attività accademica presso l’Università di Pavia. Pubblicò moltissime opere, in particolare un insieme di 10 volumi sulle macchine industriali con considerazioni teoriche e pratiche che sono state usate come manuale di riferimento per tutto il XIX secolo, non solo in Italia. Si dedicò anche alla progettazione di meccanismi per macchine industriali e furono oggetto di studio la meccanica delle macchine e la teoria dei meccanismi. Nel 1848 divenne rettore dell'Università di Pavia.

## Opere
- (FR)  Traité complet de mécanique appliquée aux arts, contenant l'exposition méthodique des théories et des expériences les plus utiles pour diriger le choix, l'invention, la construction et l'emploi de toutes les espèces de machines, Parigi 1818-1820.
  - (FR) Composition des machines, vol. 1, Paris, Charles Louis Étienne Bachelier, 1818.
  - (FR) Des machines employées dans les constructions diverses, vol. 2, Paris, Charles Louis Étienne Bachelier, 1818.
  - (FR) Des machines employées dans diverses fabrications, vol. 3, Paris, Charles Louis Étienne Bachelier, 1819.
  - (FR) Mouvemens des fardeaux, vol. 4, Paris, Charles Louis Étienne Bachelier, 1818.
  - (FR) Des machines imitatives et des machines théâtrales, vol. 5, Paris, Charles Louis Étienne Bachelier, 1820.
  - (FR) Des machines qui servent a confectionner les étoffes, vol. 6, Paris, Charles Louis Étienne Bachelier, 1820.
  - (FR) Des machines hydrauliques, vol. 7, Paris, Charles Louis Étienne Bachelier, 1819.
  - (FR) Des machines d'agriculture, vol. 8, Paris, Charles Louis Étienne Bachelier, 1819.
- (FR)  Théorie de la mécanique usuelle, ou Introduction à l'étude de la mécanique appliquée aux arts, 1821
- (FR)  Traité élémentaire de construction appliquée à l'architecture civile, 1823
- (FR)  Dictionnaire de mécanique appliquée aux arts, 1823